# Éliphas Lévi
Éliphas Lévi születési nevén Alphonse Louis Constant, (Párizs, 1810. február 8. – Párizs, 1875. május 31.) francia okkultista, filozófus, író.

## Életrajz
Alphonse Louis Constant egy foltozóvarga fiaként látta meg a napvilágot 1810-ben, Párizsban. Élete első szakasza valahol a nyomor és a szegénység határán telt el, bár visszaemlékezése alapján boldog gyermekkora volt. 
1825-ben belépett a papi szemináriumba, hogy katolikus pap lehessen. Körülbelül tíz év múlva érte el a diakónusi fokozatot, de még mielőtt pappá szentelték volna hátat fordított az egyházi pályának, és belevetette magát a világi életbe. Erre a lépésre azért szánta magát, mert rájött, hogy nem lesz képes őszintén lemondani a világi örömökről, főleg a testi szerelem nyújtotta élvezetről.
Nem sokkal azután, hogy lemondott a papi pályáról, megismerkedett egy Ganneau nevű, szuggesztív erejű prófétával, akinek tanításai nagy hatást tettek rá. Végül szakított Ganneau-val, akiről megállapította, hogy hamis próféta, de ennek előtte még megírta A szabadság bibliája (La Bible de la liberté) című, Ganneau tanai által inspirált művét és 1841-ben meg is jelentette, aminek következtében nyolc havi börtönre ítélték istenkáromlás és felforgatás vádjával.
Lévi következő mestere, akivel 1850-ben ismerkedett meg, egy lengyel emigráns, J. M. Hoëné-Wronski volt. Az akkor 74 éves Wronski valamikor katona volt, de otthagyta a sereget hogy szabadon foglalkozhasson a filozófiával, a természettudományokkal és az okkultizmussal, amelyekből egy egységes diszciplínát próbált létrehozni. Ez a lengyel ezermester misztikus volt, aki felkeltette az érdeklődését az okkultizmus iránt, valamint ő volt az, aki megismertette vele a kabbala, a gnózis, a hermetika és a rituális mágia alapvető tanításait.
Wronski halála (1853) után elérkezettnek látta az időt, hogy tanulmányainak és kutatásainak eredményeit közkinccsé tegye. Első, mágiáról írt könyve 1854-ben vagy 1855-ben jelent meg, amit 1-2 év múlva követett egy újabb. A két egymást kiegészítő könyvet manapság egy műként kezelik és címeik is egybeolvadtak, ez a mű: A magas (transzcendentális) mágia tanítása és rituáléja (Dogme et Rituel de la Haute Magie). A mű minden felületessége és tévedése ellenére azóta is az okkultizmus és a mágia egyik klasszikus alapművének számít.
Lévi 1875-ben bekövetkezett haláláig még jó néhány könyvet írt, ezek közül a legfontosabbak: A mágia története (Histoire de la magie) és a A nagy misztériumok kulcsa (la Clef des grands mystères).

## Írásainak tanítása
Tanításainak lényegét három alaptörvénybe foglalta össze:
- Az első alaptörvényt a megfelelések törvényének nevezte; ez lényegében megegyezik a korreszpondenciákra vonatkozó ősi tanítással.
- A második törvény az emberi akaraterőre vonatkozik, amely Lévi szerint valóságos erő, és amelynek segítségével csodálatos és félelmetes eseményeket lehet előidézni, ha megtanulunk vele bánni. Lévi ezt az elméletét valószínűleg Franz A. Mesmer tanításaiból merítette, aki kísérletei folyamán arra jutott, hogy a delejesség vagy magnetizmus, ez a nagy hatású erő, az emberekben és az állatokban is megtalálható.
- A harmadik mágikus alaptörvénye – amelyre legtöbbször hivatkozik írásaiban – az asztrális fény mindenhatóságát mondja ki. Az asztrális fény kifejezést Paracelsus írásaiból kölcsönözte Lévi, de maga a doktrína a 19. századi okkultizmus jellegzetes terméke. Lévi szerint az asztrális fény egy mindent átható, láthatatlan, szubsztilis ősanyag, amely csak a mágia mesterei, a nagy misztériumok beavatottjai és néhány médium számára válik érzékelhetővé és ezáltal manipulálhatóvá. Ez az a közeg, amelyen keresztül a mágikus aktusok kifejtik hatásukat és amelynek révén a beavatottak uralni tudják az anyagi világot.

## Művei, írásai franciául

### Alphonse-Louis Constant néven
- 1832: Nemrod (Dictionnaire de littérature chrétienne)
- 1839: le Rosier de mai ou la Guirlande de Marie
- 1841: La Bible de la liberté
- 1841: l'Assomption de la femme ou le Livre de l'amour
- 1841: Doctrines religieuses et sociales
- 1844: la Mère de Dieu, épopée religieuse et humanitaire
- 1845: la Fête-Dieu ou le Triomphe de la paix religieuse
- 1845: Paix ! Paix ! Réprimande adressée par un abbé et un théologien à Timon qui n'est ni l'un ni l'autre
- 1845: le Livre des larmes ou le Christ consolateur, Essai de conciliation entre l'Église catholique et la philosophie moderne
- 1845: les Trois Harmonies
- 1846: la Dernière Incarnation
- 1846: La Voix de la famine
- 1847: le Deuil de la Pologne. Protestation de la Démocratie française et du Socialisme universel
- 1847: Rabelais à la Basmette
- 1847: les Trois Malfaiteurs
- 1847: le Sorcier de la Devinière
- 1848: la Marseillaise du peuple (chanson)
- 1848: le Règne du peuple (chanson)
- 1848: le Testament de la liberté
- 1851: Dictionnaire de la littérature chrétienne

### Éliphas Lévi néven
- 1854: Dogme et rituel de la haute magie
- 1859: Histoire de la magie
- 1859: la Clef des grands mystères suivant Hénoch, Abraham, Hermès Trismégiste et Salomon Lire en ligne
- 1861: Le Sorcier de Meudon
- 1863: Appel de la Pologne à la France par un Polonais
- 1863: Philosophie occulte. Première série : Fables et Symboles
- 1865: Philosophie occulte. Seconde série : la Science des esprits

### Posztumusz
- 1854: la Clavicule universelle des clavicules de Salomon ou le Grimoire des Grimoires
- 1856: Carnet de notes d'Éliphas Lévi
- 1860: la Clavicule prophétique des sept esprits de Jean Trithème
- 1861: les Mystères de la Kabbale ou l'Harmonie occulte des deux testaments
- 1861: Cours de philosophie occulte. Lettres au baron Spedalieri
- 1868-1869: Le Grand Arcane ou l'Occultisme dévoilé Archiválva 2019. szeptember 25-i dátummal a Wayback Machine-ben, Chamuel, 1898
- 1869-1870: le Livre des splendeurs
- 1869-1870: le Livre des sages
- 1870: les Éléments de la Kabbale
- 1871: les Portes de l'avenir ou les Dernières Paroles d'un voyant
- 1871: le Grimoire franco-latomorum
- 1872-1874: le Voile du temple déchiré
- 1873: l'Évangile de la science
- 1873: la Religion de la science
- 1873: les Paradoxes de la haute science
- 1874: la Sagesse des Anciens
- 1874: le Livre d'Abraham le Juif retrouvé
- 1875: le Catéchisme de la paix suivi de Quatrains de la Bible et de la Bible de la liberté
- ismeretlen dátumú: Le Livre d'Hermès restitué et expliqué par Éliphas Lévi et commenté par Éliphas Ben Zahed, avec quarante-sept figures in texte et un album cartonné contenant les soixante-dix-huit lames du Tarot
- ismeretlen dátumú: l'Annexe de Salomon

## Magyarul
- A nagy mágia dogmája és rituáléja avagy Bevezetés a misztikus tudományba és a mágia gyakorlatába; ford. Herbert Egon; Hajja, Debrecen, 1992
- Claviculae Salamonis / Salamon kulcsai. Középkori kabbalisztikus kézirat; ford. Ladányi Lóránd; Kássa László, Miskolc, 1998 (A mágia szent könyvei)
- A mágia története, 1-2.; ford. Tóth Norbert; Kássa László, Miskolc, 1998–1999 (A mágia világa)
- Claviculae Salamonis / Salamon kulcsai. Teljes gyakorlati mágiát tartalmazó középkori kabbalisztikus kézirat; ford. Borsos Mária, Ladányi Lóránd; Hermit, Miskolc, 1999
- A Nagy Misztériumok Kulcsa. Enoch, Ábrahám, Hermes Trismegistos és Salamon nyomán; ford. Borsos Mária, Nádassy László; Hermit, Miskolc, 2000 (Bibliotheca hermetica)
- Hermész tudománya / A Sanctum Regnum mágikus rituáléja; ford. Seres Dávid, utószó Kássa László; Hermit, Miskolc, 2000 (Bibliotheca hermetica)
- A magas mágia dogmája; ford. Ladányi Lóránd; Hermit, Onga, 2002
- A magas mágia dogmája és rituáléja; ford. Ladányi Lóránd; Hermit, Miskolc, 2003
- A mágia története; ford. Kássa László; Hermit, Miskolc, 2005
- A ragyogás könyve. Bevezetés a hermetikus hagyományba. A tarot, a kabbala, a számmágia és a szabadkőművesség belső misztériumai; ford. Kozma Mihály, Kássa László; Hermit, Miskolc, 2006
- Claviculae Salomonis. Eliphas Lévi összeállításában / Salamon kulcsai. A középkor leghíresebb varázskönyve; ford. Ladányi Lóránd; Hermit, Miskolc, 2007
- Hermész tudománya / A Sanctum Regnum mágikus rituáléja. A Tarot nagy arkánuma; ford. Seres Dávid; Hermit, Onga, 2008 (Esoteria sacra)
- Hermész tudománya / A Sanctum Regnum mágikus rituáléja. A Tarot tromfokkal értelmezve; ford. Seres Dávid, utószó Kássa László; Hermit, Onga, 2019
- A beavatás kulcsa; ford. Ladányi Lóránd; Hermit, Miskolc, 2021
- A kabbala titka; Fraternitas Mercurii Hermetis, Onga, 2021
- Beavató levelek a magas mágiába és a számok misztikájába; ford. Kássa László; Hermit, Onga, 2023